# Arboretum Paul Barge
El Arboreto Paul Barge (en francés: Arboretum Paul Barge) es un arboreto de 6 hectáreas de extensión, de administración municipal en Ferrières-sur-Sichon, Francia. 

## Localización
La localidad de Ferrières-sur-Sichon está en la montaña Borbonesa (en el noreste del Macizo Central francés), a veinticinco kilómetros al sureste de Vichy, y es el corazón del valle del Sichon.
La « Montagne bourbonnaise » (Montaña Borbonesa) es un área de media montaña con el pico culminante de la montaña Montoncel de 1.287 m s. n. m. Algunos geógrafos lo consideran parte de los "Montes de la Madeleine". Sin embargo, es un área geográfica que se distingue claramente de este último, el valle del Besbre constituye una línea de separación nítida.
Arboretum Paul Barge Montagne bourbonnaise, "Croix des Barres" Ferrières-sur-Sichon, Département de Allier, Auvergne, France-Francia.
Planos y vistas satelitales :46°1′55.56″N 3°39′5.76″E / 46.0321000, 3.6516000
Se encuentra abierto a diario durante todo el año y la entrada es libre.

## Historia
El "arboretum Paul Barge" fue creado en el lugar denominado "Croix des Barres", junto a la carretera de Mayet-de-Montagne, por una iniciativa de la comuna de Ferrières-sur-Sichon. 
La intención de esta iniciativa es la der a conocer a todos los visitantes el medio forestal natural de la zona de la «Montagne bourbonnaise».

## Colecciones
Alberga los árboles y arbustos de la « Montagne bourbonnaise » de una zona forestada con sendas que la atraviesan.
El arboreto actualmente también alberga especies de árboles foráneos tal como Ginkgo biloba y Liriodendron tulipifera.
Cuenta además con un herbarium, y una xiloteca.